# 豊ノ海義美
豊ノ海 義美（とよのうみ よしみ、1939年3月28日 - ）は、大分県宇佐郡長洲町（現役当時、現・同県宇佐市）出身で時津風部屋に所属した元大相撲力士。本名は西尾 義美（にしお よしみ）。最高位は西前頭18枚目（1958年11月場所）。現役時代の体格は178cm、83kg。得意手は左四つ、寄り、内掛け、切り返しなど。

## 来歴・人物
地元の中学校を卒業後上京し、同郷の元横綱・双葉山が率いる時津風部屋へ入門。1954年5月場所で初土俵を踏んだ。
同場所では番付外と新序でともに好成績を挙げたため、同年9月場所では序ノ口を飛び越して、序二段に付け出された。なお、当初より四股名は、「豊ノ海」であった（由来は、大分県北部と福岡県東部地域の旧称「豊前」と「瀬戸内海」から）。
体は痩せていたが足腰は強靭で、勘も鋭かった。その長所を生かして順調に番付を上げ、1957年11月場所、初土俵から僅か3年半で新十両に昇進。
1958年9月場所では19歳で新入幕を果たし、同時に入幕した若秩父や富樫とともに「ハイティーン・トリオ」の一員として話題の的となった。この場所では3人とも勝ち越したが、豊ノ海は岩風や國登など、後に三役の常連となる力士やかつての小結経験者らを破っている。
だが、自己最高位となる西前頭18枚目に進んだ同年11月場所では4勝11敗と大きく負け越して、再び十両へ逆戻り。この頃から私生活が乱れ始め、相撲にも身が入らなくなっていった。
以降は、場所が終わる度に部屋を脱走し、場所直前に部屋関係者が連れ戻すという事態が常態化。ついに親方衆はもう二度と連れ戻さないと決意し、豊ノ海の両親を時津風部屋へ呼んで、彼を破門する事を宣告した。
そして、幕内に返り咲く事が叶わないまま、1959年5月場所を以って20歳2ヵ月という若さで廃業してしまった。
これは、廃業当時としては実力本位で番付が掲載されるようになった明治以降に於いて、関取経験者が現役を退いた最年少記録であった。
その後、2008年8月21日に大麻取締法違反で逮捕された事を理由に日本相撲協会から解雇された元前頭の若ノ鵬が20歳1ヵ月で相撲協会を去るまで、50年近く記録が更新されなかった。
廃業後は故郷の大分に戻り、戸高鉱業社（本社・津久見市）に勤務した。
現在も健在で津久見市で地区の区長を務めたり、ゲートボールチームの監督を務めたり、市のイベントで相撲甚句を披露している。

## 主な戦績
- 通算成績：148勝88敗21休 勝率.627
- 幕内成績：12勝18敗 勝率.400
- 現役在位：24場所
- 幕内在位：2場所

### 場所別成績
| | 一月場所 初場所（東京） | 三月場所 春場所（大阪） | 五月場所 夏場所（東京） | 七月場所 名古屋場所（愛知） | 九月場所 秋場所（東京） | 十一月場所 九州場所（福岡） |
| --- | ----------------------- | ----------------------- | ----------------------- | --------------------------- | ----------------------- | --------------------------- |
| 1954年 （昭和29年） | x                       | x                       | 新序 3–0                | x                           | 西序二段57枚目 6–2      | x                           |
| 1955年 （昭和30年） | 東序二段24枚目 7–1      | 東三段目60枚目 7–1      | 西三段目27枚目 2–6      | x                           | 西三段目37枚目 5–3      | x                           |
| 1956年 （昭和31年） | 西三段目20枚目 6–2      | 東幕下63枚目 2–0–6      | 東幕下65枚目 5–3        | x                           | 東幕下60枚目 5–3        | x                           |
| 1957年 （昭和32年） | 東幕下50枚目 7–1        | 東幕下27枚目 6–2        | 西幕下14枚目 6–2        | x                           | 東幕下4枚目 6–2         | 東十両23枚目 12–3           |
| 1958年 （昭和33年） | 西十両13枚目 8–7        | 東十両10枚目 9–6        | 西十両5枚目 8–7         | 西十両3枚目 10–5            | 西前頭21枚目 8–7        | 西前頭18枚目 4–11           |
| 1959年 （昭和34年） | 西十両3枚目 7–8         | 西十両4枚目 9–6         | 西十両3枚目 引退 0–0–15 | x                           | x                       | x                           |
| 各欄の数字は、「勝ち-負け-休場」を示す。 優勝 引退 休場 十両 幕下 三賞：敢=敢闘賞、殊=殊勲賞、技=技能賞 その他：★=金星 番付階級：幕内 - 十両 - 幕下 - 三段目 - 序二段 - 序ノ口 幕内序列：横綱 - 大関 - 関脇 - 小結 - 前頭（「#数字」は各位内の序列） |                         |                         |                         |                             |                         |                             |

### 幕内対戦成績
| 力士名!勝数 | 負数 | 力士名 | 勝数   | 負数 | 力士名 | 勝数   | 負数 | 力士名 | 勝数   | 負数 |   |
| ----------- | ---- | ------ | ------ | ---- | ------ | ------ | ---- | ------ | ------ | ---- | - |
| 愛宕山      | 1    | 1      | 岩風   | 1    | 1      | 及川   | 1    | 1      | 大瀬川 | 0    | 1 |
| 小城ノ花    | 0    | 1      | 金ノ花 | 1    | 0      | 国登   | 1    | 0      | 鯉の勢 | 1    | 0 |
| 嶋錦        | 0    | 1      | 常錦   | 1    | 0      | 富樫   | 0    | 2      | 鳴門海 | 1    | 1 |
| 羽子錦      | 0    | 1      | 福乃里 | 0    | 1      | 宮錦   | 0    | 2      | 八染   | 1    | 0 |
| 芳野嶺      | 1    | 0      | 若瀬川 | 0    | 1      | 若秩父 | 0    | 1      | 若ノ海 | 0    | 1 |
| 若三杉      | 0    | 1      |        |      |        |        |      |        |        |      |   |

## 改名歴
- 西尾 義美（にしお よしみ）1954年5月場所（※番付外、新序）
- 豊ノ海 義美（とよのうみ よしみ）1954年9月場所 - 1959年5月場所